# راجر اسپینوزا
راجر اسپینوزا (اسپانیایی: Roger Espinoza‎؛ زادهٔ ۲۵ اکتبر ۱۹۸۶) یک بازیکن فوتبال ملی پوش اهل هندوراس است.
وی در تیم اسپورتینگ کانزاس سیتی بازی کرده‌است.